# Megistostigma
Megistostigma es un género de plantas con flores perteneciente a la familia  Euphorbiaceae. Comprende 6 especies descritas y de estas solo 5 aceptadas.

## Taxonomía
El género fue descrito por Joseph Dalton Hooker y publicado en Hooker's Icones Plantarum 16: , pl. 1592. 1887. La especie tipo es: Megistostigma malaccense Hook. f. 

## Especies aceptadas
A continuación se brinda un listado de las especies del género Megistostigma aceptadas hasta marzo de 2014, ordenadas alfabéticamente. Para cada una se indica el nombre binomial seguido del autor, abreviado según las convenciones y usos.
- Megistostigma burmanicum  (Kurz) Airy Shaw
- Megistostigma cordatum Merr.
- Megistostigma glabratum  (Kurz) Govaerts
- Megistostigma peltatum (J.J.Sm.) Croizat
- Megistostigma yunnanense Croizat